# L'avemaria di Bobbio
L'avemaria di Bobbio è una novella scritta da Luigi Pirandello e raccolta in Novelle per un anno.

## Trama
Il notaio Bobbio, appassionato di filosofia, soffre di terribili mal di denti. Un giorno egli viene colto da un dolore improvviso e più forte del solito, il che lo costringe a recarsi dal dentista. Durante il tragitto recita d'istinto e senza accorgersene un Ave Maria, e il dolore cessa senza che possa darsi una spiegazione.
Riprende a dedicarsi alla filosofia, ma nei giorni a seguire lo coglie un altro dolore e decide di recitare l'Ave Maria a mo' di sfida, per vedere se il disturbo cessa. Ma il dolore sembra terminare solo durante il tragitto verso lo studio del dentista. Per risolvere una volta per tutte il problema, Bobbio finirà per farsi togliere tutti i denti.

## Edizioni
- Luigi Pirandello, Novelle per un anno, Prefazione di Corrado Alvaro, Mondadori 1956-1987, 2 volumi. 0001690-7
- Luigi Pirandello, Novelle per un anno, a cura di Mario Costanzo, Prefazione di Giovanni Macchia, I Meridiani, 2 volumi, Arnoldo Mondadori, Milano 1987 EAN: 9788804211921
- Luigi Pirandello, Tutte le novelle, a cura di Lucio Lugnani, Classici Moderni BUR, Milano 2007, 3 volumi.
- Luigi Pirandello, Novelle per un anno, a cura di S. Campailla, Newton Compton, Grandi tascabili economici.I mammut, Roma 2011 Isbn 9788854136601
- Luigi Pirandello, Novelle per un anno, a cura di Pietro Gibellini, Giunti, Firenze 1994, voll. 3.